# パウル・ヴェーバー
パウル・ヴェーバー（Gottlieb Daniel Paul Weber、1823年1月19日 - 1916年10月12日）はドイツの画家である。

## 略歴
ダルムシュタットで生まれた。父親のヨハン・ダニエル・ヴェーバー(Johann Daniel Weber:1784-1848)はヘッセン大公国の宮廷音楽家であった。幼い頃から王宮の狩場などで絵を描いて過ごし、13歳から、両親の知り合いのダルムシュタットの画家、アウグスト・ルーカスから絵を学び、兵士の肖像画を描いて、小遣いを稼いだ。
1842年から1844年までフランクフルトの美術学校でヤーコブ・ベッカーに学び、友人となったアントン・ブルガーとともに、ミュンヘンにに移り、ミュンヘン美術院で学んだ。1846年にバイエルン王国の摂政、ルイトポルト・フォン・バイエルンが東地中海への航海を行った時、随行絵師としてコンスタンティノープルや中東、ギリシャ、シシリーを訪れた 。1848年までミュンヘンで学んだ後、アントウェルペン王立芸術学院で、フスタフ・ワッペルスやダイクマン(Josephus Laurentius Dyckmans)にも学んだ。
1849年にアメリカ合衆国に渡り、オハイオ州のハミルトンから同僚のケーラー(Karl Christian Köhler)とアメリカ各地を写生旅行した。1854年からフィラデルフィアに住み、画家として知られるようになり、フィラデルフィアの裕福な市民や美術館がヴェーバーの作品を購入した。ペンシルベニア美術アカデミーで教えるようになり、ヴェーバーの教えた学生にはウィリアム・スタンレー・ヘーゼルタインやエドワード・モラン、エドワード・ラムソン・ヘンリー、ウィリアム・トロスト・リチャーズらがいる。
アメリカでの経済的成功にもかかわらず、ヨーロッパに戻ることを考えはじめ、1855年にヘーゼルタインとパリやデュッセルドルフを訪れ、フィラデルフィアに戻った。1861年にスコットランドとパリを経由してダルムシュタットに戻った。ダルムシュタットではヘッセン大公妃アリスに絵を教え、義理の息子となったレート(Phillip Röth)や風景画家のオイゲン・ブラヒトと写生旅行を行った。
アドルフ・シュライヤーとともにしばしばパリを訪れ、ホルシュタイン公国生まれで1859年からバルビゾンで活動していた画家の、トイデ・グレンラント（Theude Grönland)と親しくなり、ジャン＝フランソワ・ミレーやシャルル・ジャックらの「バルビゾン派」の画家を紹介された 。
1872年からミュンヘンに住むようになった。生涯を通じて、ニューヨークのナショナル・アカデミー・オブ・デザインの展覧会やボストン･アシニアムの展覧会への出展も行いアメリカを訪れた。

## 作品

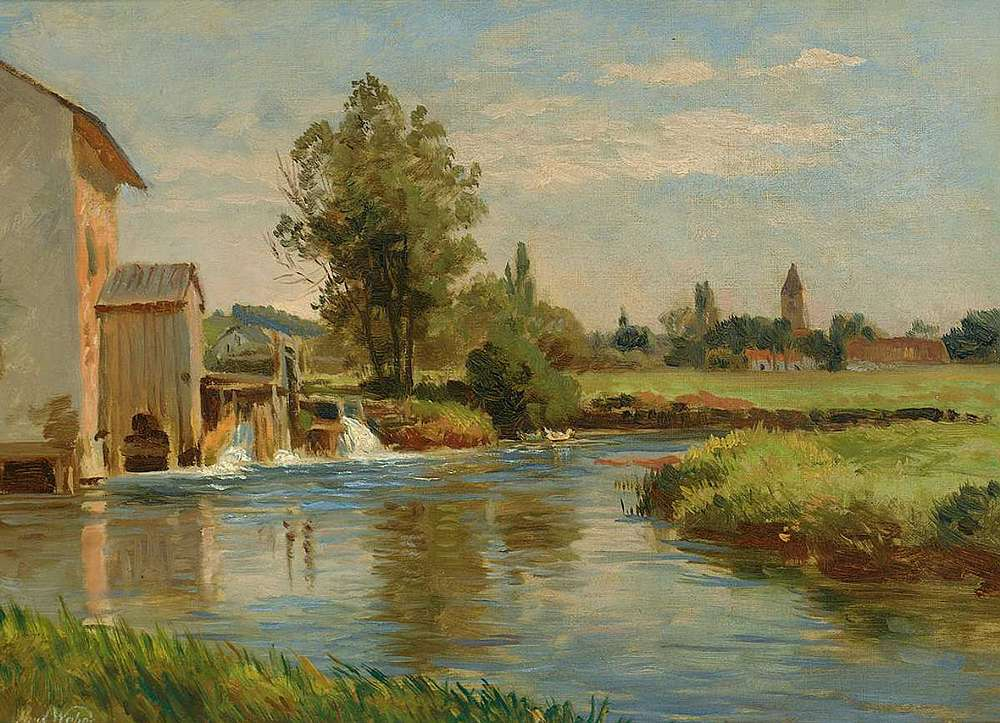
ヴァルテンベルク近くの題材
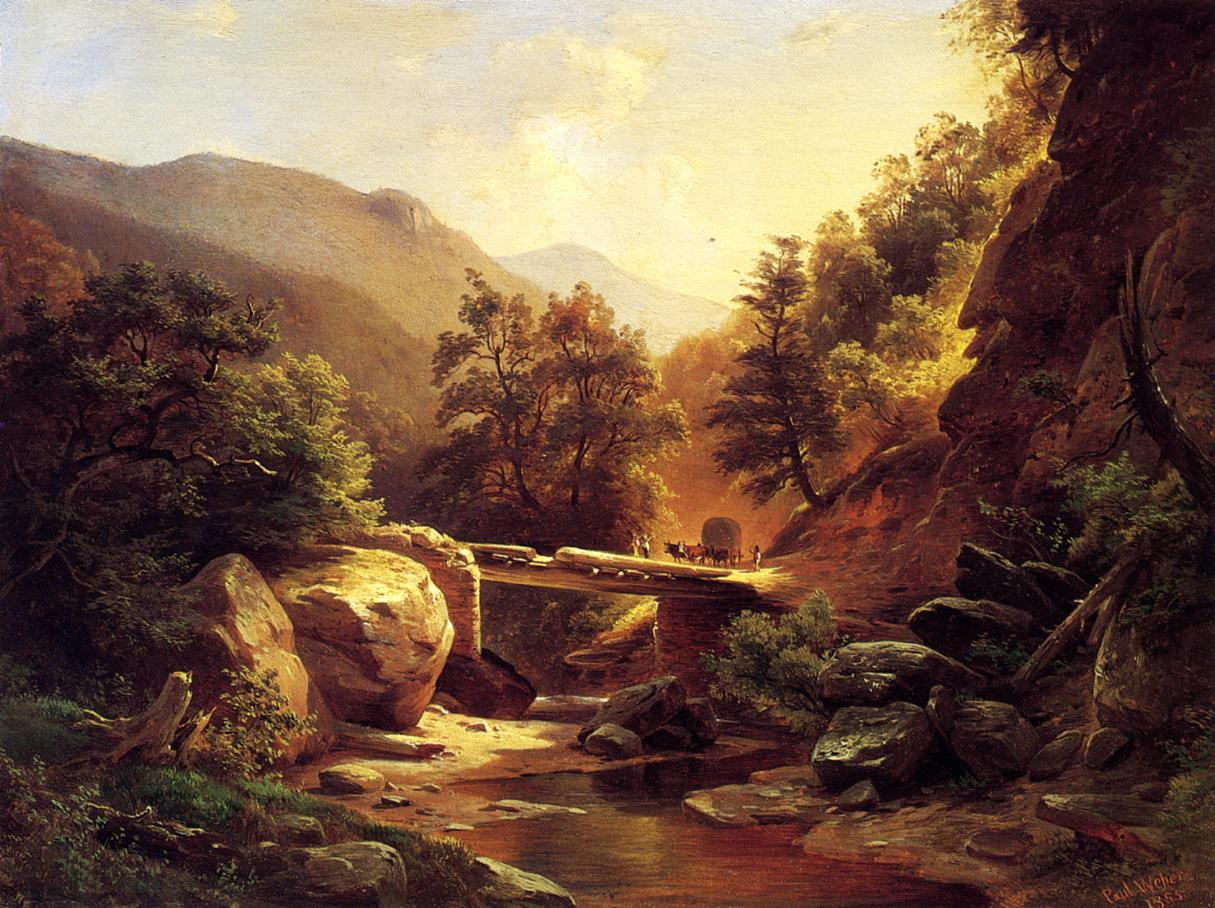
"Boulder Crossing" (1855)
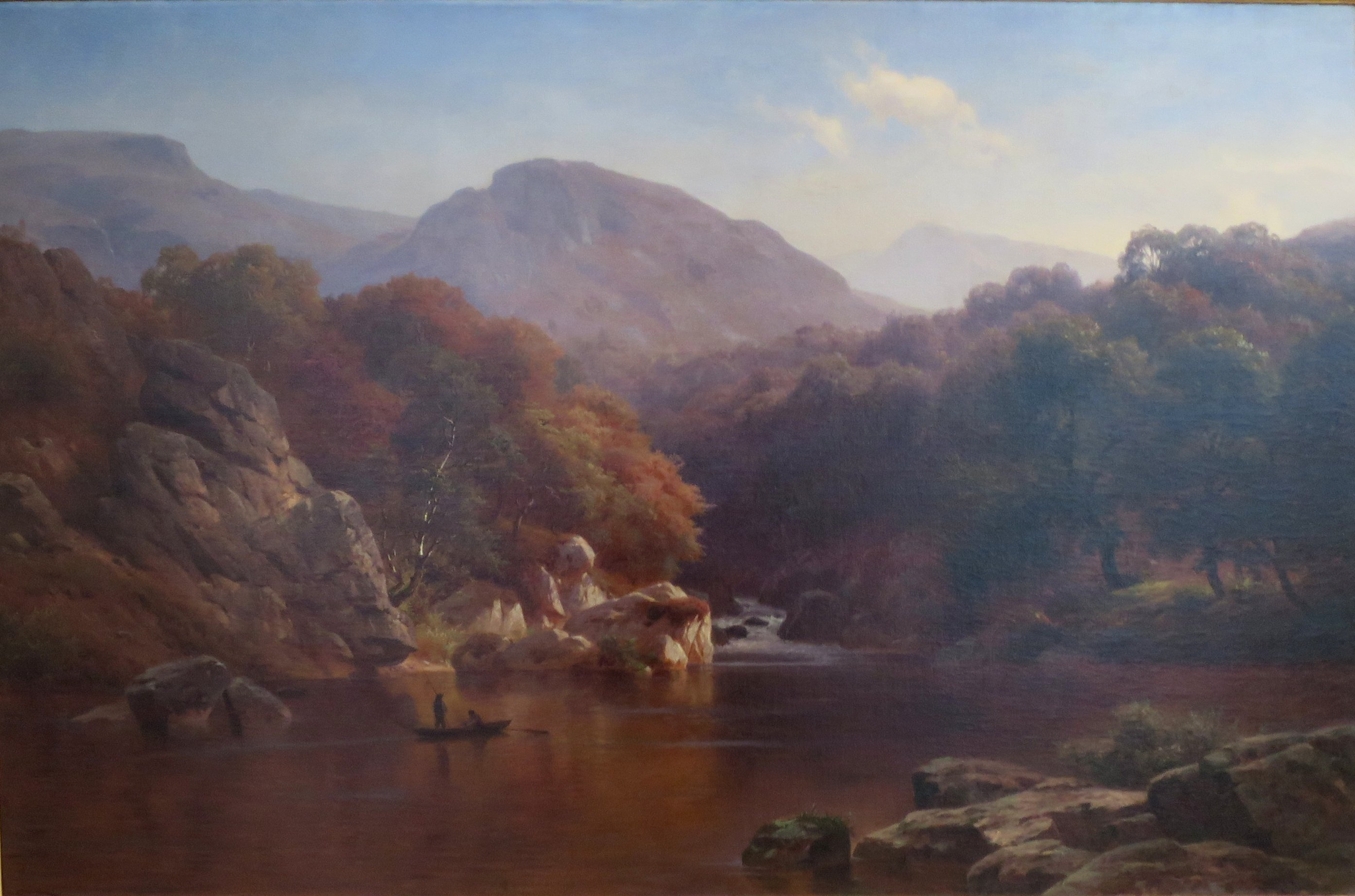
"Pennsylvania Landscape" (1862)

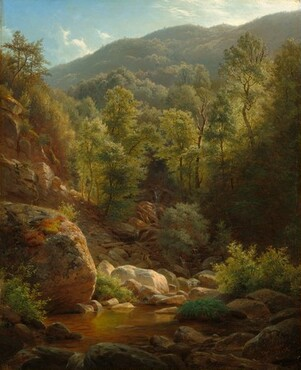
Catskillsの風景(1858)
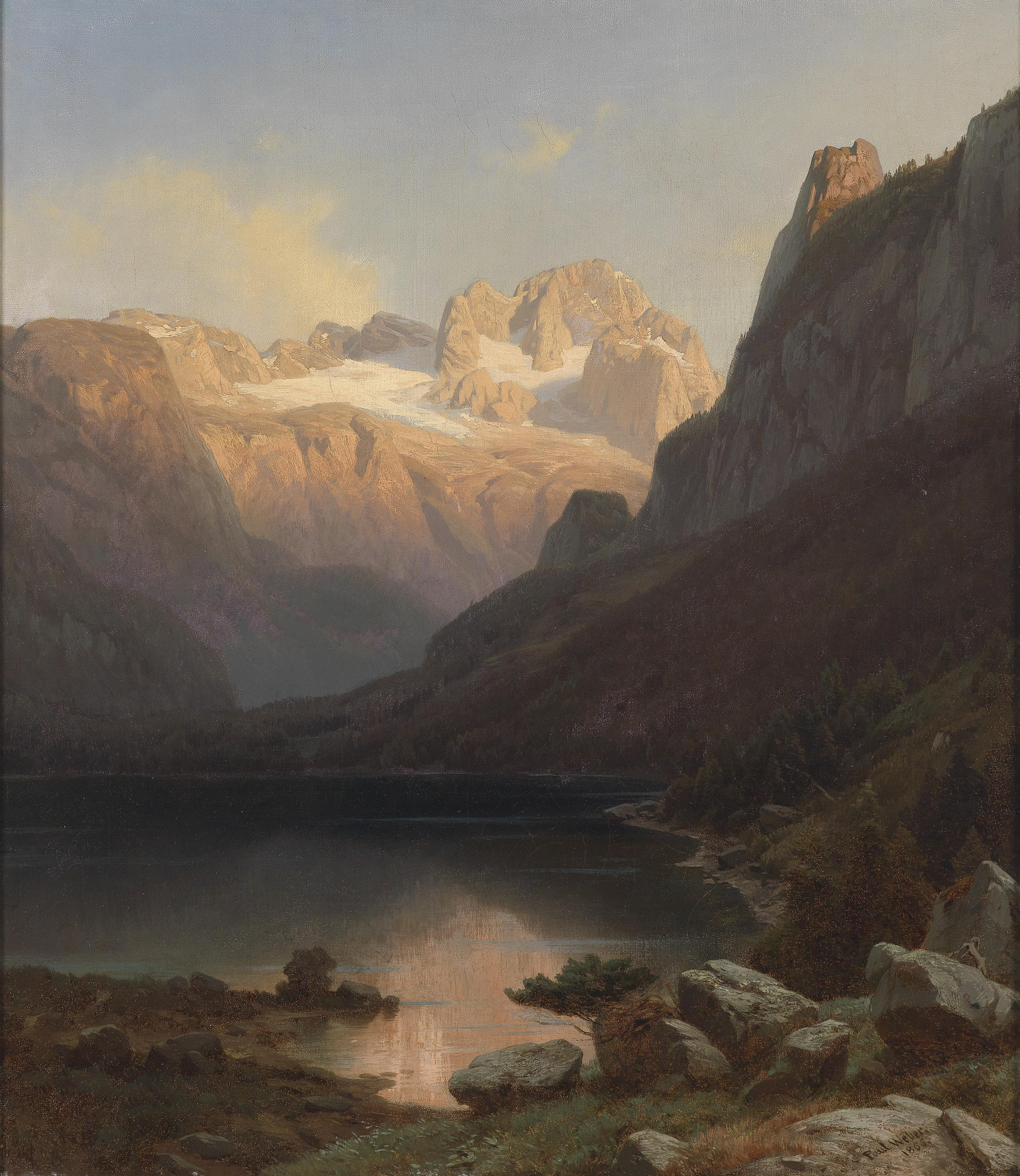
ゴーザウ湖の眺め(1866)
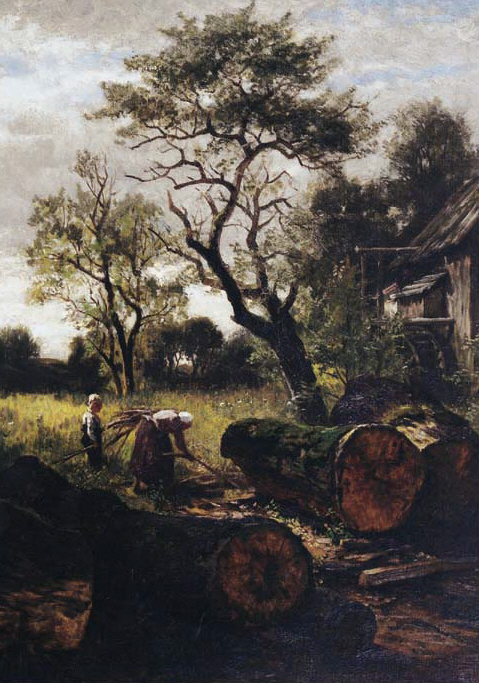
薪集め(1875)
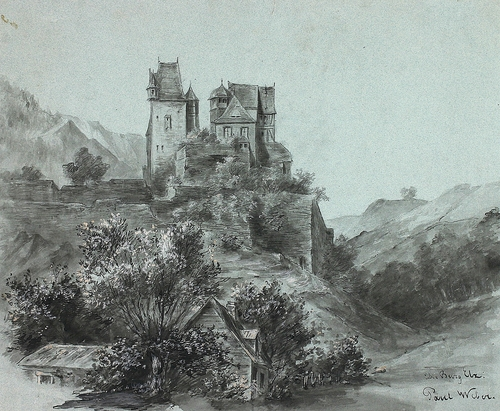
エルツ城